# Mina Witkojc
Mina Witkojc (Burg (Spreewald), Brandenburg, 1893 - Papitz, 1975) fou una escriptora alemanya en sòrab.
Estudià a Berlín i fou redactora de la revista Serbski Casnik el 1923-1931, des d'on va mantenir contactes amb els sokols txecs i iugoslaus. El 1942-1945 fou confinada pels nazis a Erfurt, acusada de paneslavisme. Fou una de les fundadores de la Domowina el 1946.

## Obres
- Dny w dalinje (Dies llunyans, 1967)
- Erfurtske spomnjeśa (Memòries d'Erfurt, 1945)
- K swĕtłu a słyńcu (De la llum cap al sol, 1955)
- Prĕdne kłoski (Primers treballs, 1958)